# Howardia biclavis
Howardia biclavis är en insektsart som först beskrevs av Comstock 1883.  Howardia biclavis ingår i släktet Howardia och familjen pansarsköldlöss. Inga underarter finns listade i Catalogue of Life.